# 田尻大喜
田尻 大喜（たじり たいき、1990年 - ）は、日本のトランペット奏者、作曲家。熊本県天草市出身。幼少期をケニアで過ごし、現地でトランペットを始める。東京音楽大学卒業後、オーケストラや吹奏楽での客演、作曲活動、矢沢永吉、いきものがかり、Miwa、SEKAI NO OWARI、RADWIMPS、SHINeeなどのサポートとしても活動している。
幼少期を過ごしたケニアで見たストリートチルドレン達の実状。一人のアーティストとしてできること・彼らのシンナーや銃を楽器に変えたい想いから日本で眠っている楽器をケニアへ持っていき楽器を教え、いつかジュニアオーケストラを設立するプロジェクト「Just One World Project」を続けている。

## 経歴
- 1990年、熊本県天草市に生まれる。
- 幼少期をケニアで過ごし、現地でトランペットを始める。
- 東京音楽大学にて津堅直弘、栃本浩規、高橋敦、アンドレ・アンリ、井上圭、岡本憲昭の各氏に師事。室内楽を林照世、山本孝、水野信行に師事。
- 卒業後、東京佼成ウインドオーケストラのアカデミー生を経て、パリ、ベルリンにて研鑽を積む。
- オーケストラ、吹奏楽の客演を務める他、テレビ番組、映画、アニメ、CM、舞台など多岐にわたる分野で活動。
- 2017年7月7日、熊本地震をきっかけにソロ活動を開始。日本全国のみならず、アメリカ、アジア、ヨーロッパ、アフリカなどで年間160本以上の公演を行っている[5]。

## 人物
- 作曲家としては「桃尻 大喜（ももじり たいき）」の名義で活動しており、2012年から作曲を開始。熊本地震をきっかけに作曲した『YELL』などの作品がある。
- 自身の音楽を通じて、人々を笑顔にすることをモットーとしている。

## 受賞歴
- 第6回熊本アートフェスティヴォ大賞、聴衆賞受賞[6]
- Pocochaにてメンズライバー1位[要出典]
- 第1回 イブラ・グランド・アワード・ジャパン 入賞[7]
- ネパール ブンガマティー区 文化友好親善大使、及び名誉市民に任命[8]

## 作品

### アルバム
- 『Just Sing A Trumpet』1stアルバム
  1. Into the blue
  2. 緑の終着点
  3. setting…
  4. 両手広げて
  5. ツキノミタマ
  6. JUA、RIDE ON!!
  7. 人魚日和
  8. 明日に咲く笑顔の花
- 『YELL〜熊本に想いを込めて』ミニアルバム
  1. YELL
- 『Just One World』2ndアルバム
  1. Safari
  2. Spirit of Africa
  3. Just One World
  4. Life
  5. A-POC
  6. 君とマッサマンカレー
  7. AB-norm
  8. 恋する常夏ベイベー♪
  9. 桃スカ⭐︎尻ファンク♂♀
  10. ただいま、おかえり
  11. YELL〜君と明日へと〜
  12. ハレルヤ
  13. Just One World〜lullaby〜
- 『Colors Of The Future』3rdアルバム
  1. Prologue
  2. 生命の芽吹き
  3. RIDE ON!! Arousal
  4. 花言葉
  5. 君の顔を眺めながら珈琲を嗜む、とてもゆるやかな午後
  6. ♂ゾウさんと♀ゾウさんのその後
  7. ソラシドレインボー
  8. 愛し、君へ。
  9. 神谷町　Nocturn
  10. 祈り〜Fanfare for peace〜
  11. 肥後国一宮　阿蘇神社
  12. Nana Carlotta
  13. Colors of the future
  14. 希望の空
  15. Life〜Acoustic Version〜
- 『Beutiful Japan』4thアルバム
  1. 夜明けの富士
  2. Awake of the Earth〜みらいの夜明け〜 熊本大同青果公式テーマソング
  3. Shine for you
  4. Beautiful Japan
  5. KUMAMOTO CITY feat.かわらだあいか
  6. 希望のはじまり〜越前武生から吹く風〜 福井県越前市テーマソング
  7. てぃんさぐぬ花 feat.奏絵
  8. Symbolize feat.奏絵 首里城火災復興応援曲
  9. 八重の桜
  10. 手を繋ごう
  11. JUST ONE WORLD 2024ver.
  12. Your music ゆあみゅ公式テーマソング
  13. Reborn　天草本渡JC60周年記念曲

### 主な作曲作品
- 千葉テレビ モーニングコンパス　エンデイングソングタイアップ『暁 AKATSUKI』
- 天草エアライン機内ウェルカムミュージック『希望の空』[9]
- キッズスクール音楽の森 ムジカ保育園『桃の花びら』
- ナイロビ日本人学校50周年記念式典歌『僕らの地球』[10]
- 天草本渡JC60周年記念曲『Reborn』[11]
- SYURINOUTA PROJECT（首里城復興プロジェクト）『SYMBOLIZE』[12]
- 熊本大同青果公式テーマソング『Awake of the Earth〜みらいの夜明け〜』
- 福井県越前市テーマソング『希望のはじまり〜越前武生から吹く風〜』[13]
- ゆあみゅ公式テーマソング『Your music 』
- トランペット奏者 中嶋尚也に献呈『トランペット協奏曲』
- 合唱曲3曲『YELL〜君と明日へと〜』『JUST ONE WORLD』『僕らの地球』